# Географія Сенегалу
Сенегал — західноафриканська країна, що знаходиться на крайньому заході континенту . Загальна площа країни 196 722 км² (88-ме місце у світі), з яких на суходіл припадає 192 530 км², а на поверхню внутрішніх вод — 4 192 км². Площа країни втричі менша за площу України. 

## Назва
Офіційна назва — Республіка Сенегал, Сенегал (фр. Republique du Senegal, Senegal). Назва країни походить від назви річки Сенегал, що тече її північним кордоном. У IX столітті арабський географ Аль-Бакрі згадує королівство Сангай на заході Африки від якого походить етнонім сангая (sanhaja). Цю ж країну арабські автори XVI століття згадують у формі Сингіль. Португальський варіант імені берберського племені зенаґа (Zenaga), яке домінувало в більшій частині області на північ від сучасного Сенегалу, сучасній Мавританії, спочатку перейшов на назву головної річки цих країв — Сенега, а потім повернувся як топонім усієї країни. З 1982 по 1989 роки з Гамбією утворювала конфедерацію Сенегамбія (англ. Senegambia).

## Географічне положення

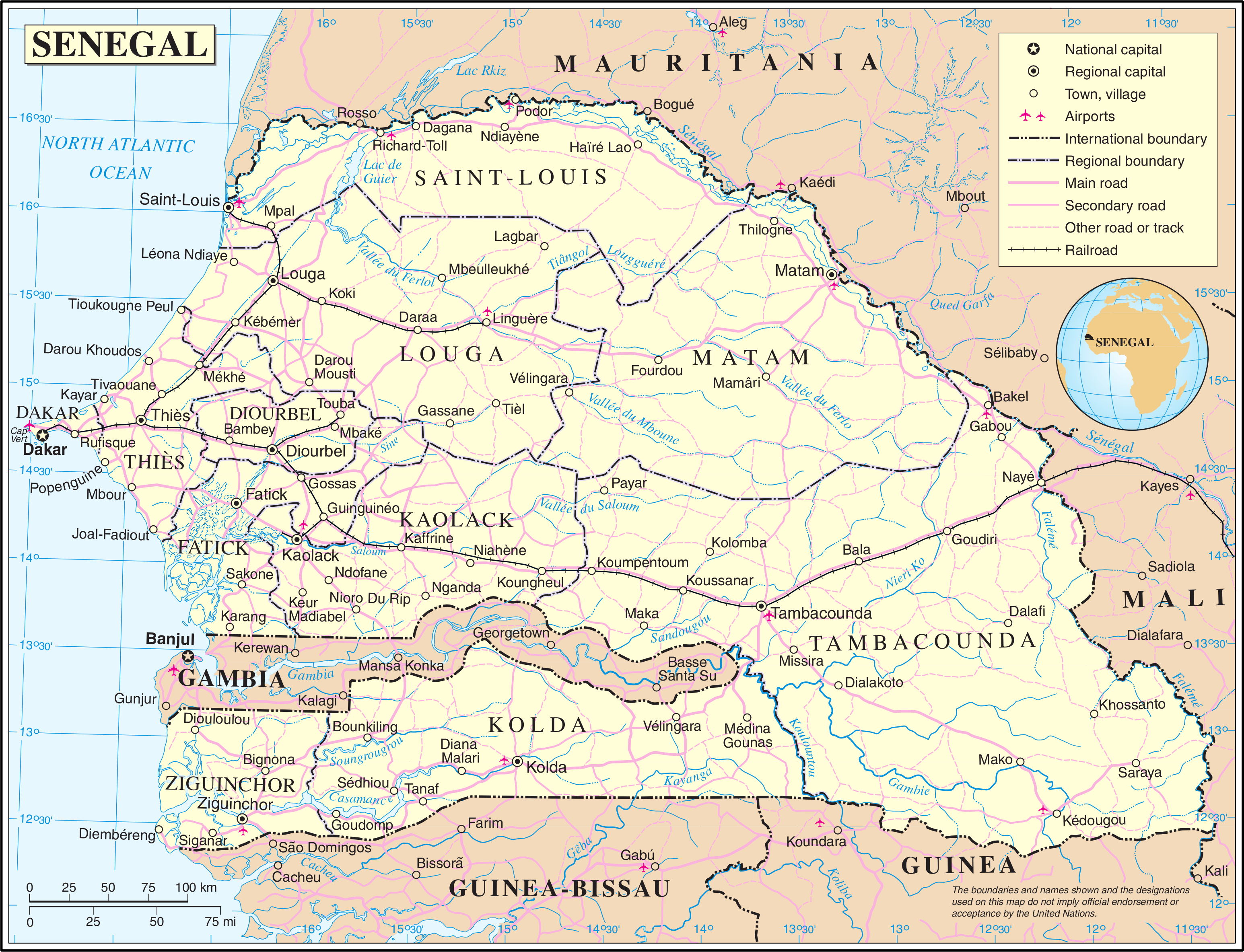
Карта Сенегалу від ООН

Сенегал — західноафриканська країна, що межує з п'ятьма іншими країнами: на півночі — з Мавританією (спільний кордон — 742 км), на сході — з Малі (489 км), на півдні — з Гвінеєю-Бісау (363 км) і Гвінеєю (341 км), територія Гамбії є напіванклавом Сенегалу (спільний кордон — 749 км). Загальна довжина державного кордону — 2684 км. Сенегал на заході омивається водами Атлантичного океану. Загальна довжина морського узбережжя 531 км.
Згідно з Конвенцією Організації Об'єднаних Націй з морського права (UNCLOS) 1982 року, протяжність територіальних вод країни встановлено в 12 морських миль (22,2 км). Прилегла зона, що примикає до територіальних вод, в якій держава може здійснювати контроль, необхідний для запобігання порушень митних, фіскальних, імміграційних або санітарних законів, простягається на 24 морські милі (44,4 км) від узбережжя (стаття 33). Виключна економічна зона встановлена на відстань 200 морських миль (370,4 км) від узбережжя. Континентальний шельф — 200 морських миль (370,4 км) від узбережжя, або до континентальної брівки (стаття 76).

### Час
Час у Сенегалі: UTC0 (-2 години різниці часу з Києвом).

## Геологія

### Корисні копалини
Надра Сенегалу багаті на ряд корисних копалин: фосфати, залізну руду.

## Рельєф
Середні висоти — 69 м; найнижча точка — рівень вод Атлантичного океану (0 м); найвища точка — безіменна висота на південний захід від населеного пункту Непен-Діаха, регіон Кедугу (581 м).

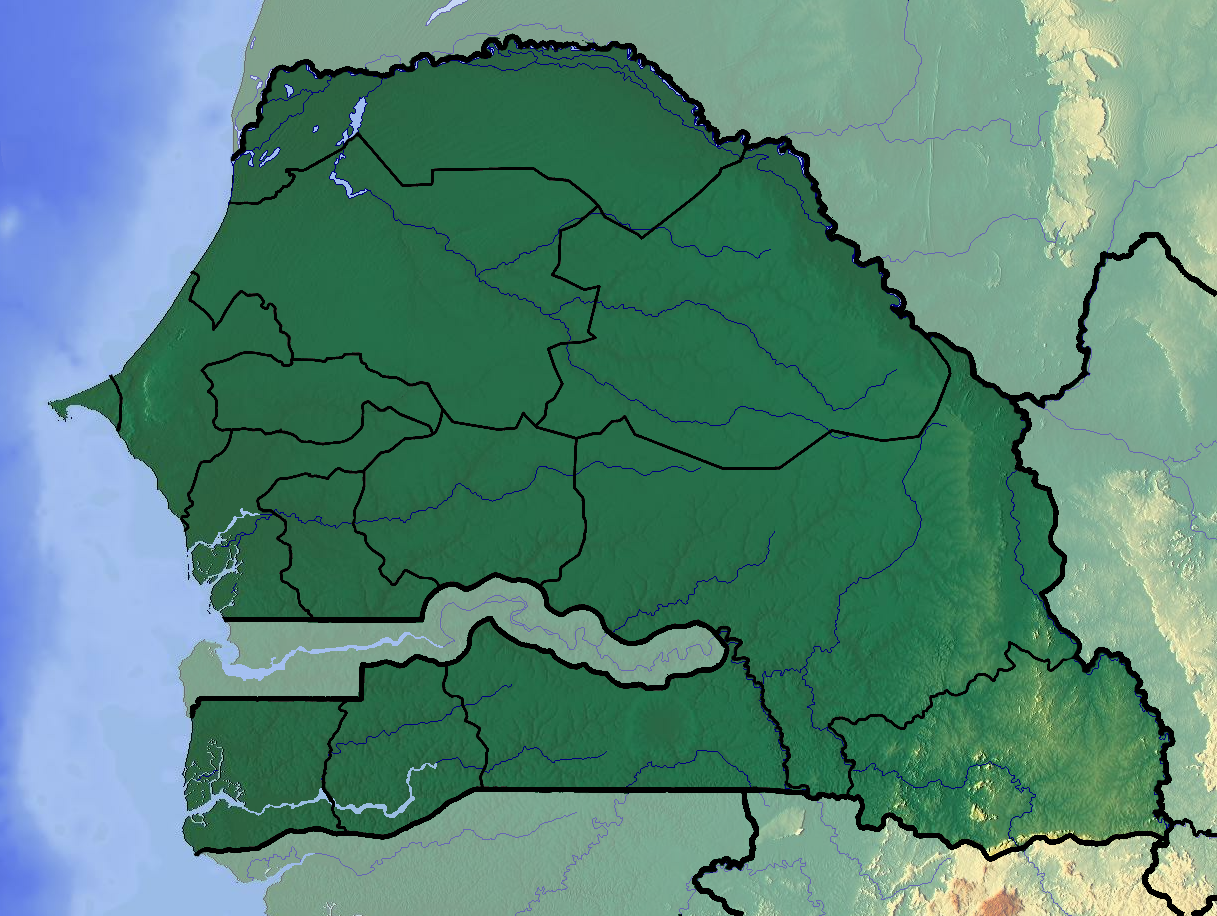
Рельєф Сенегалу
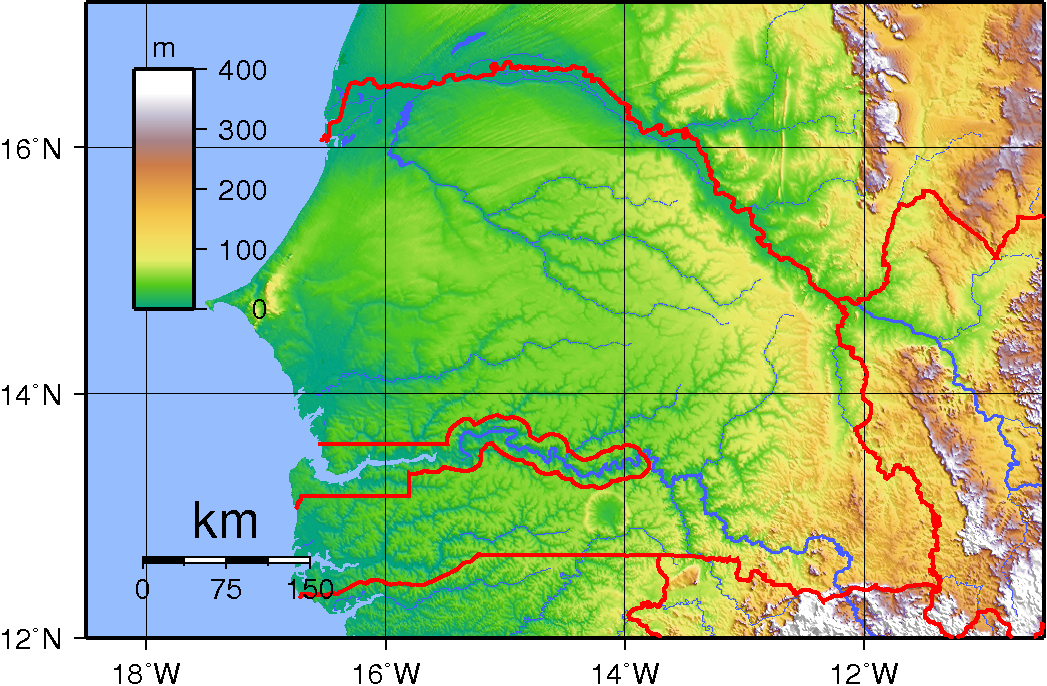
Гіпсометрична карта  Сенегалу
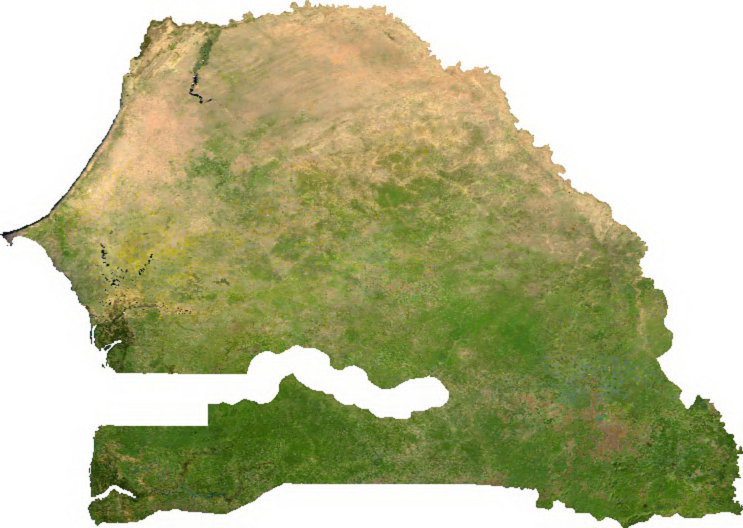
Супутниковий знімок поверхні країни

### Узбережжя

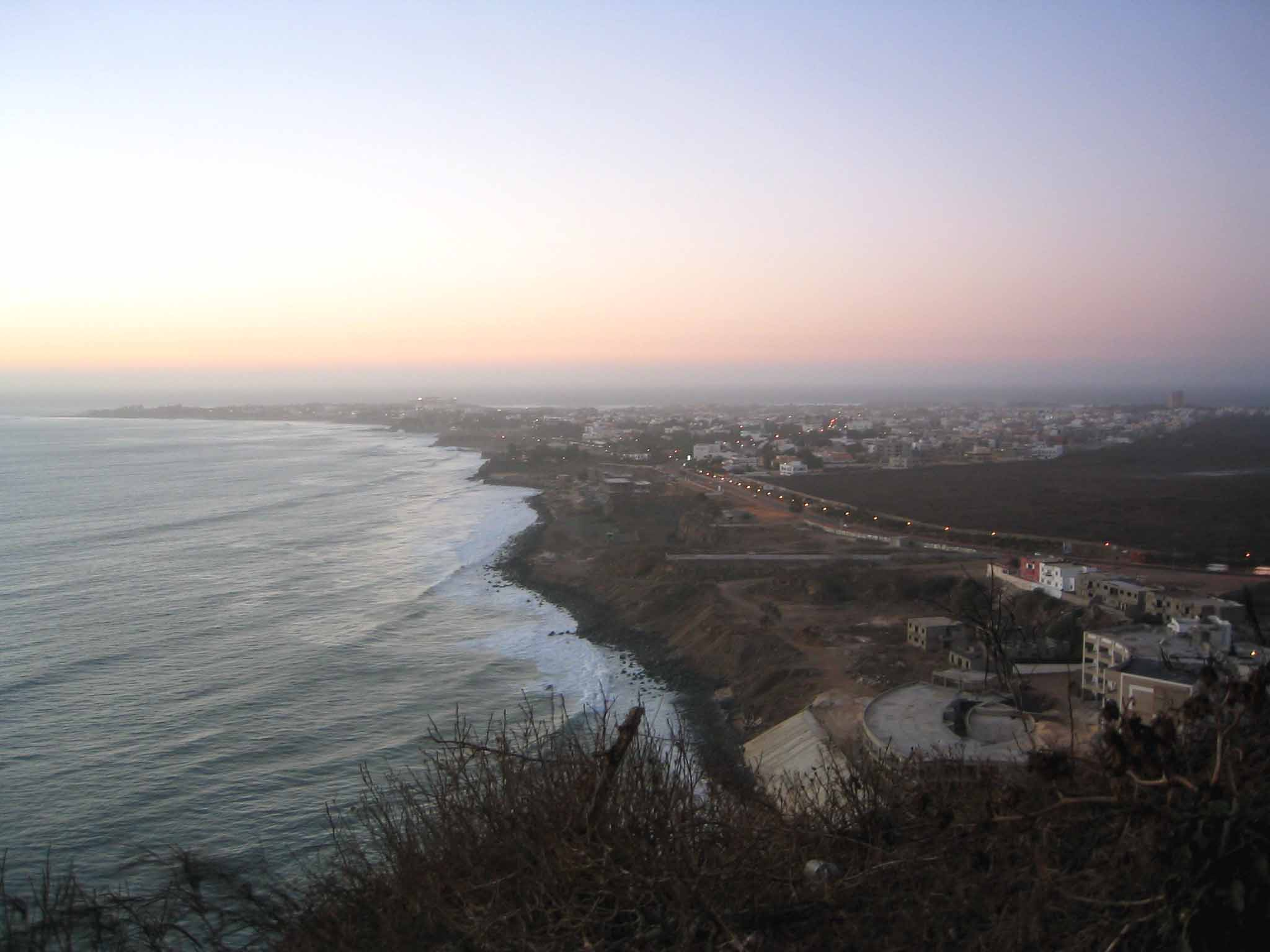
Мис Альмаді
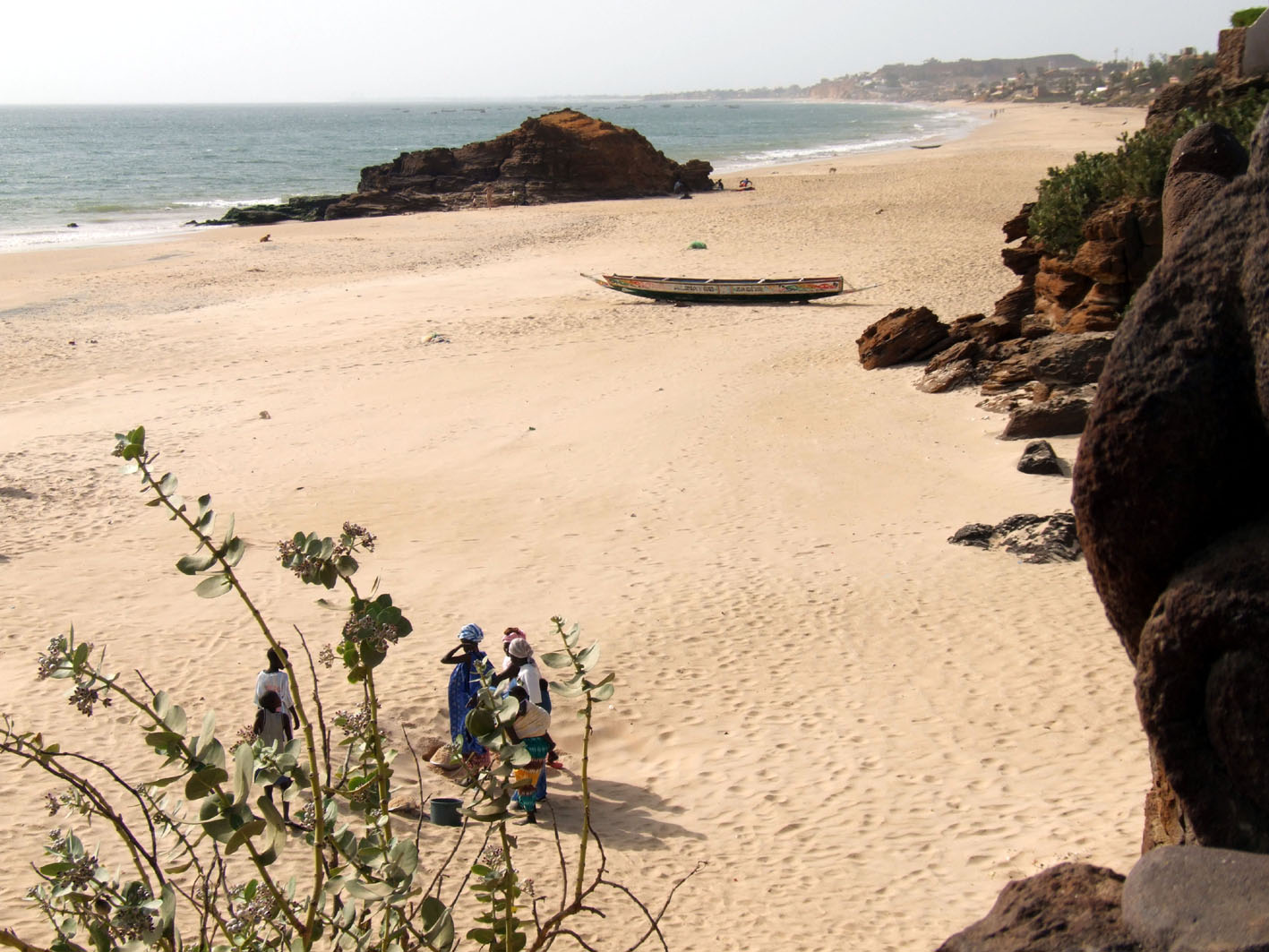
Пляж Тубаб-Діало

## Клімат
Більша частина території Сенегалу лежить у субекваторіальному кліматичному поясі, північ у тропічному. Влітку переважають екваторіальні повітряні маси, взимку — тропічні. Влітку вітри дмуть від, а взимку до екватора. Сезонні амплітуди температури повітря незначні, зимовий період не набагато прохолодніший за літній. Взимку відзначається сухий сезон.

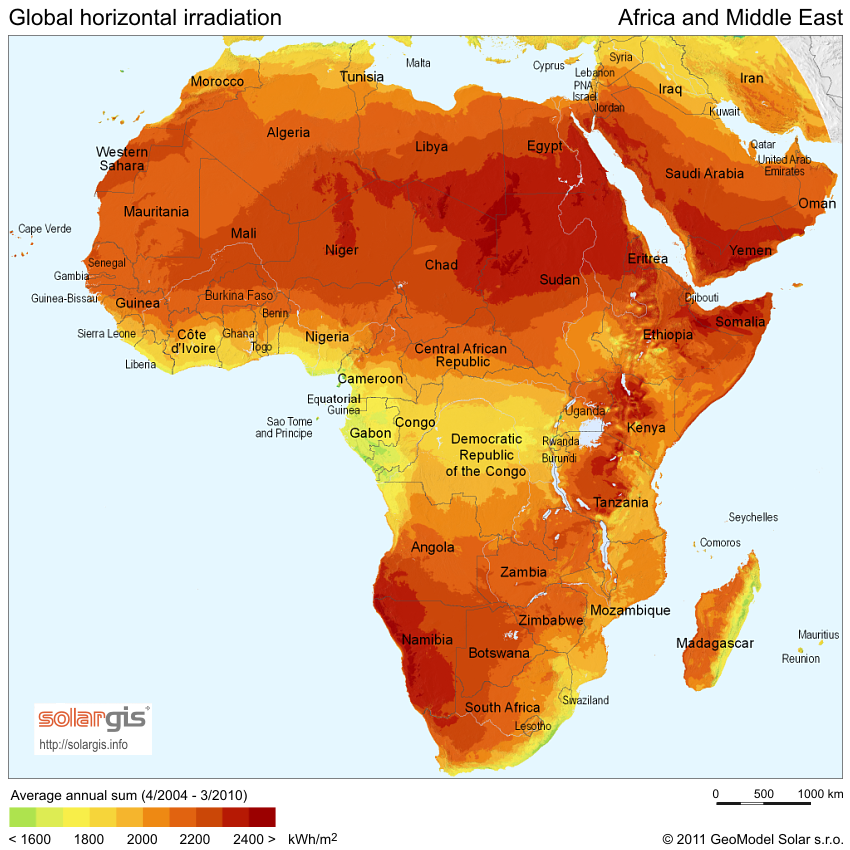
Сонячна радіація (англ.)
Кліматична карта Сенегалу (за Кеппеном)
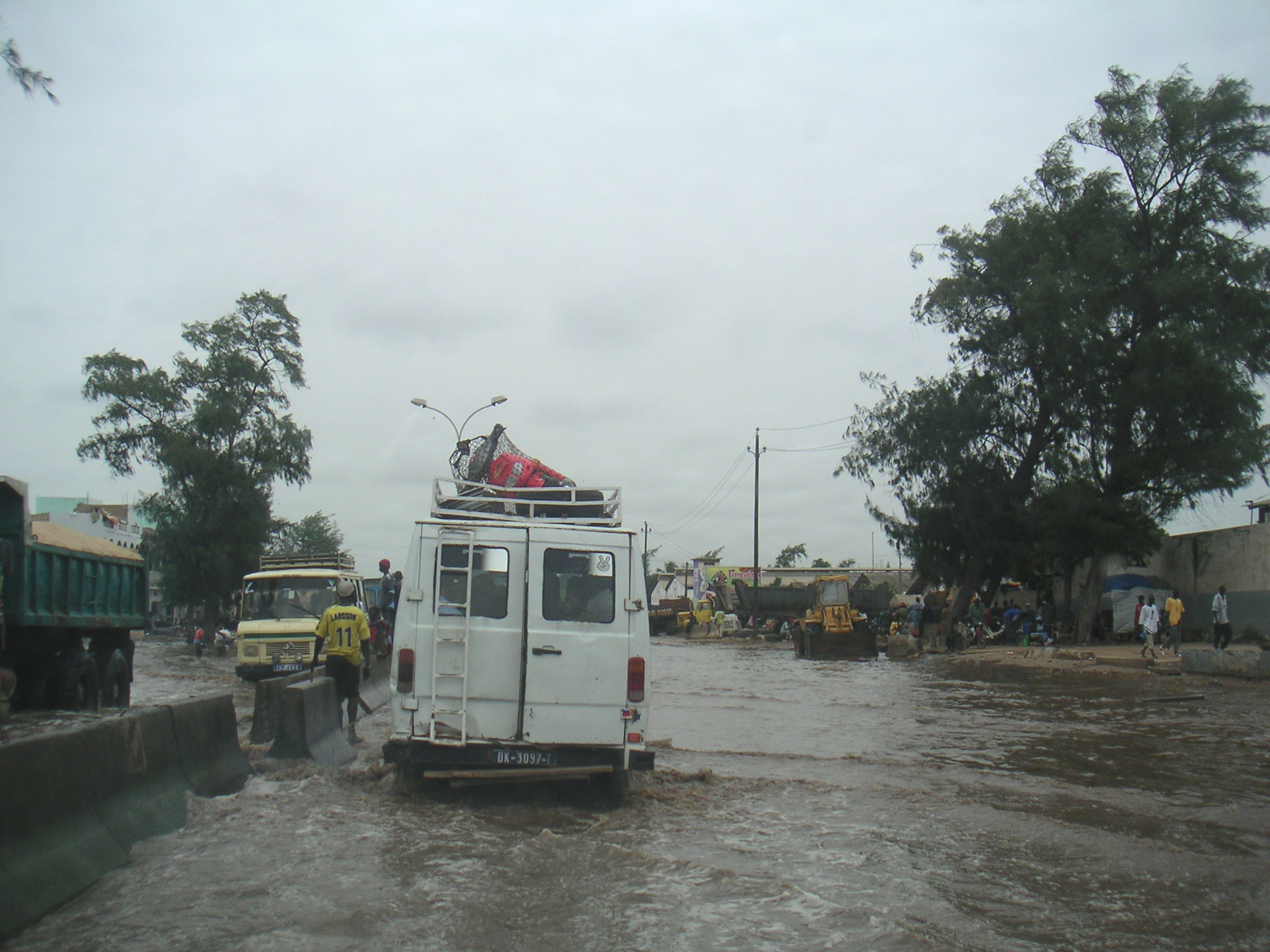
Повідь у Дакарі, серпень 2005 року

Сенегал є членом Всесвітньої метеорологічної організації (WMO), в країні ведуться систематичні спостереження за погодою.

## Внутрішні води
Загальні запаси відновлюваних водних ресурсів (ґрунтові і поверхневі прісні води) становлять 38,8 км³. Станом на 2012 рік в країні налічувалось 1,2 тис. км² зрошуваних земель.

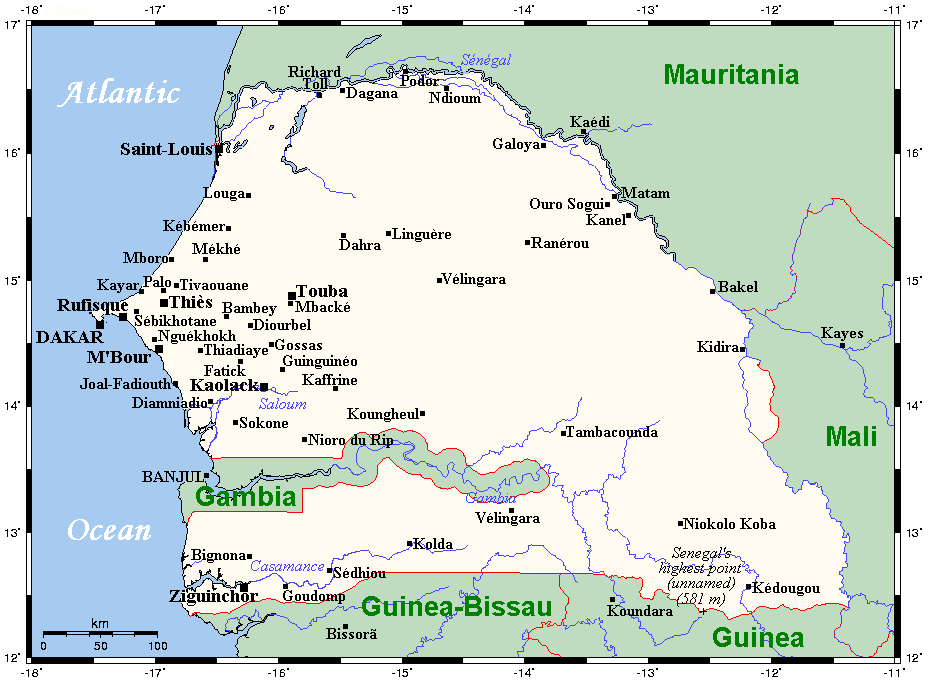
Гідрографічна мережа Сенегалу
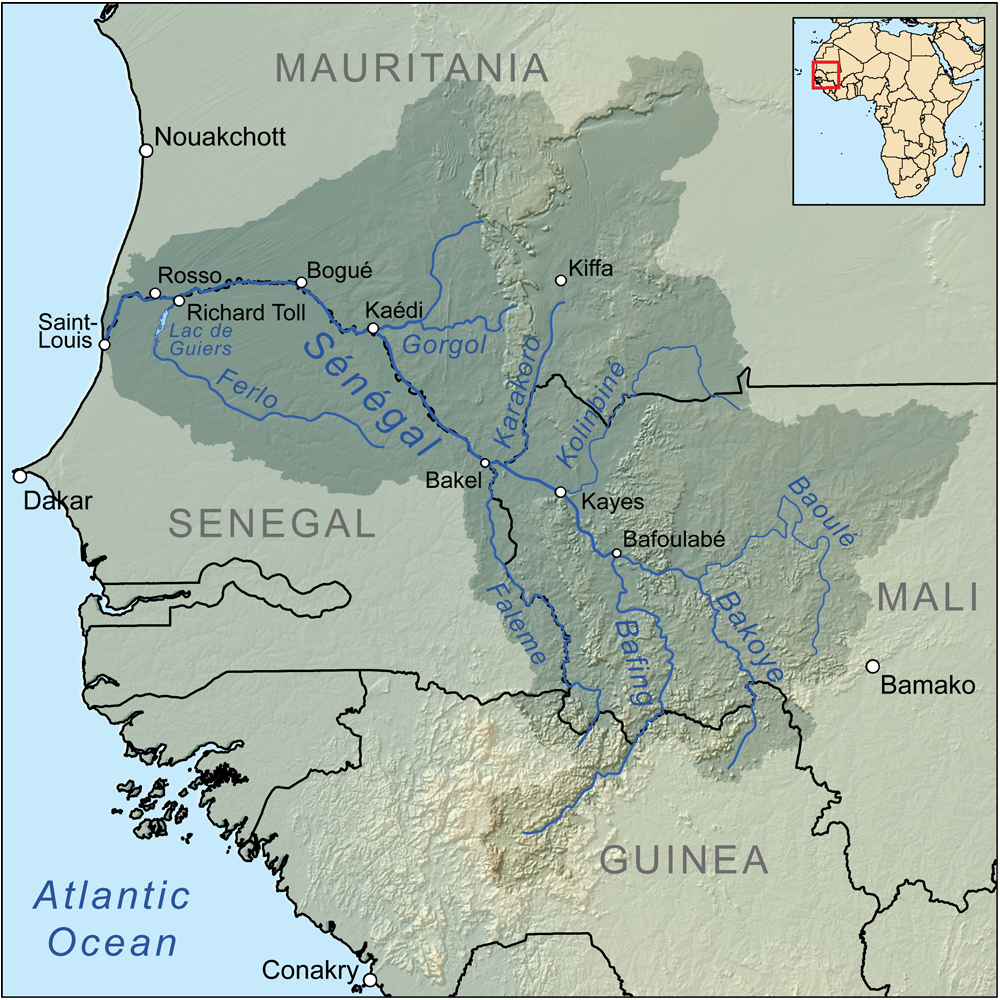
Сточище Сенегала
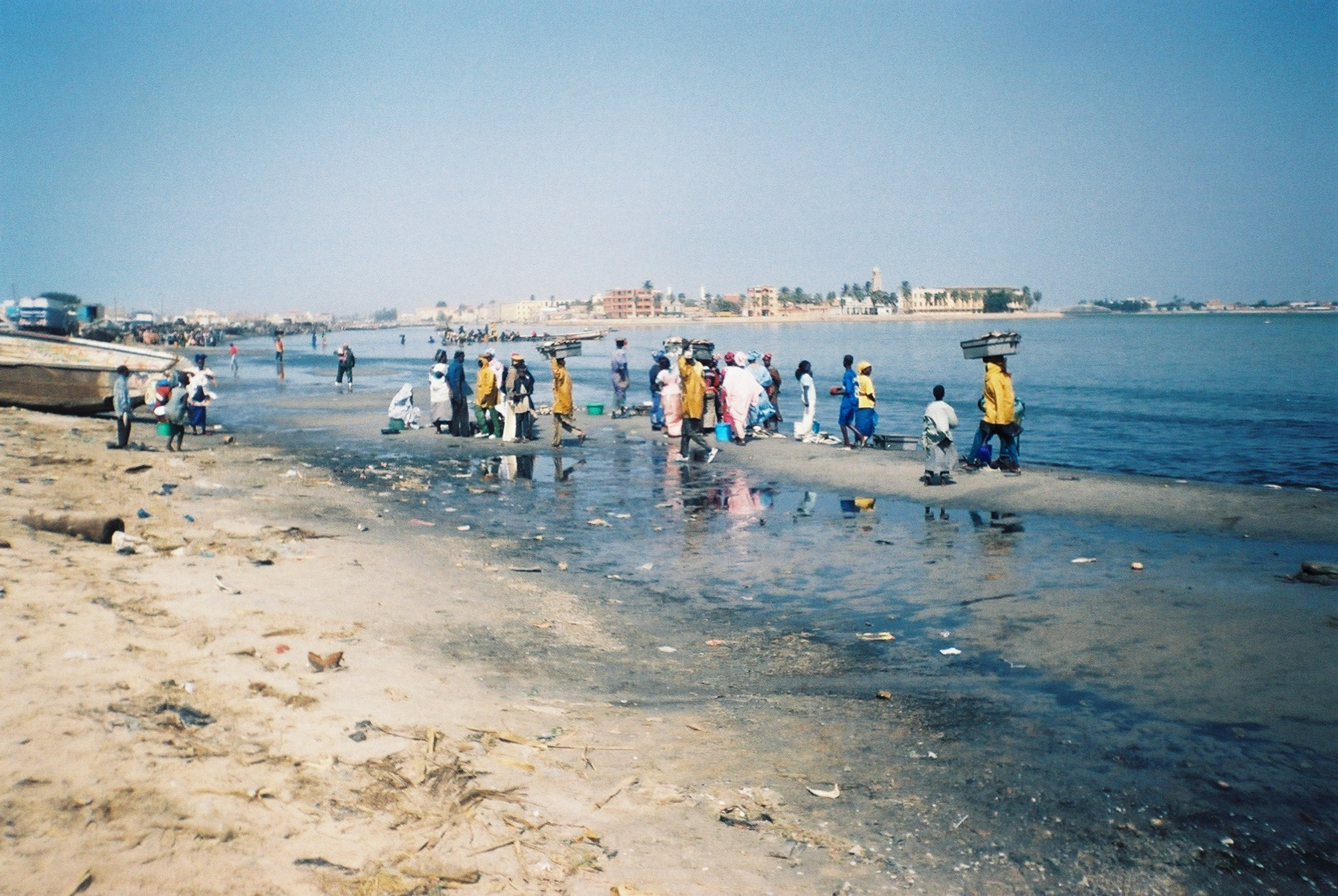
Впадіння Сенегала до океану
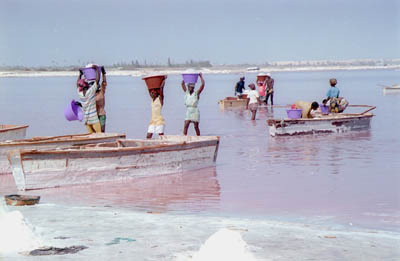
Видобуток в солоному озері Ретба

### Річки
Річки країни належать басейну Атлантичного океану.

## Рослинність
Земельні ресурси Сенегалу (оцінка 2011 року):
- придатні для сільськогосподарського обробітку землі — 46,8 %,
  - орні землі — 17,4 %,
  - багаторічні насадження — 0,3 %,
  - землі, що постійно використовуються під пасовища — 29,1 %;
- землі, зайняті лісами і чагарниками — 43,8 %;
- інше — 9,4 %[1].

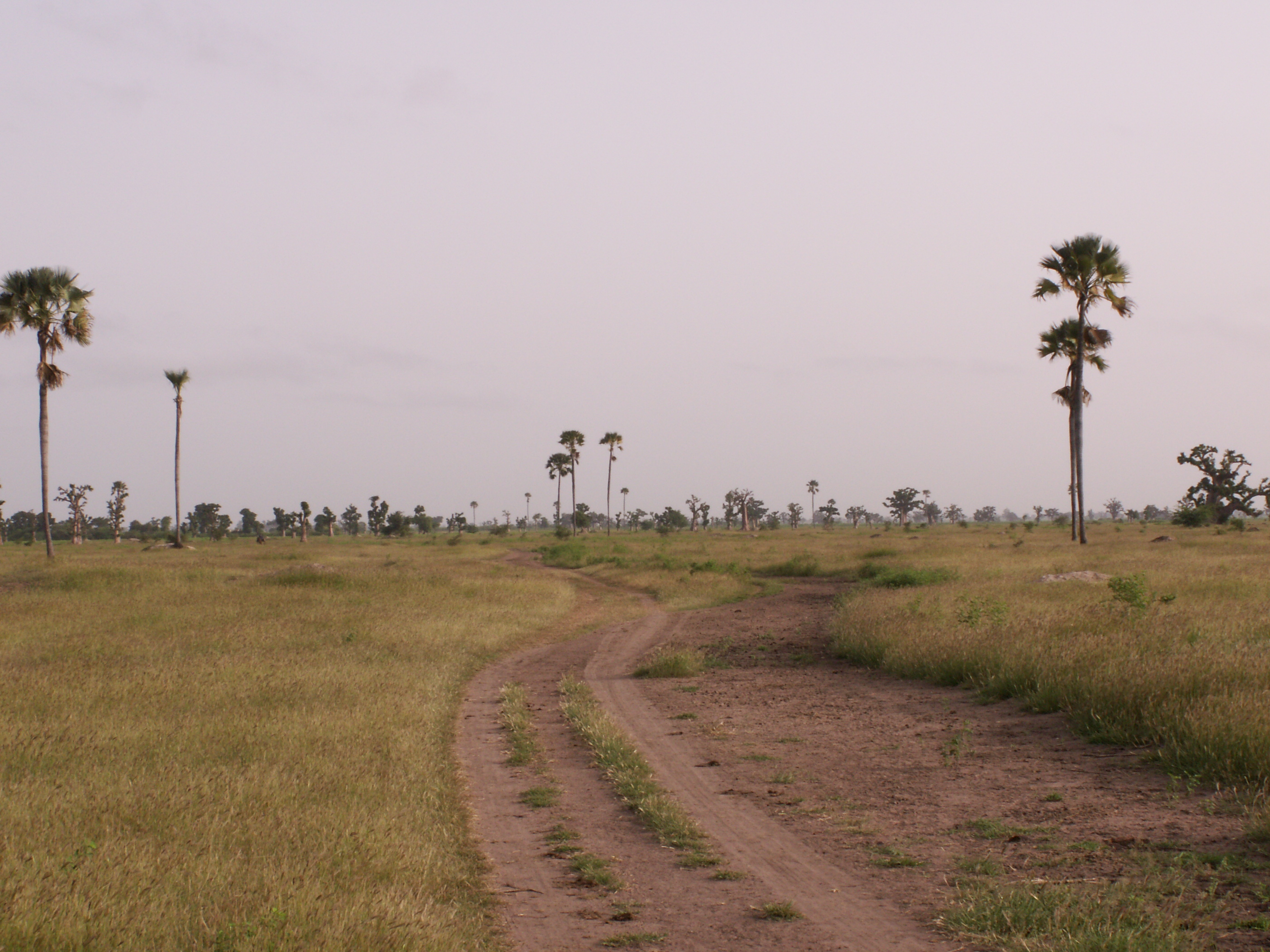
Сенегальська савана
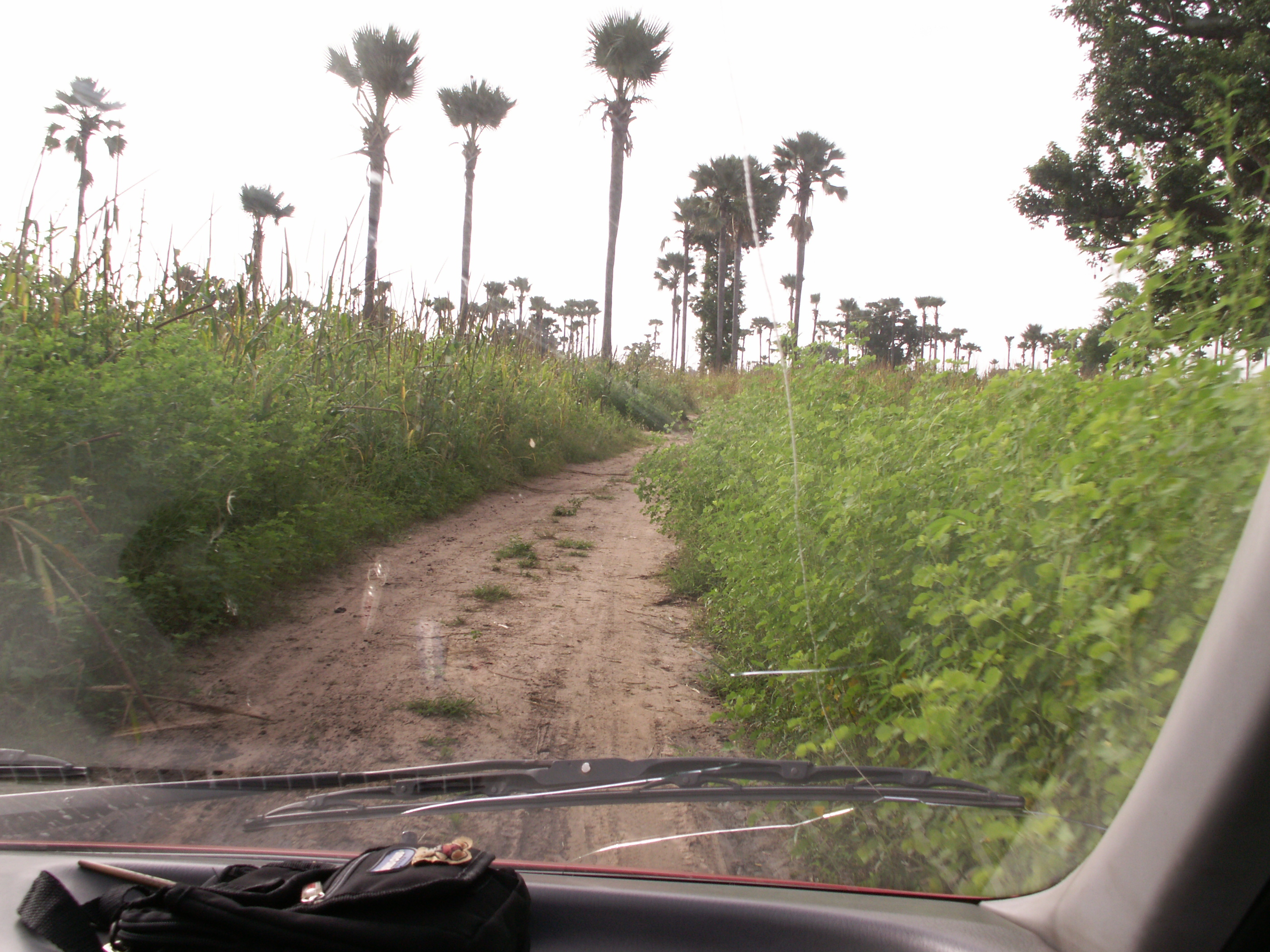
Висока трава савани
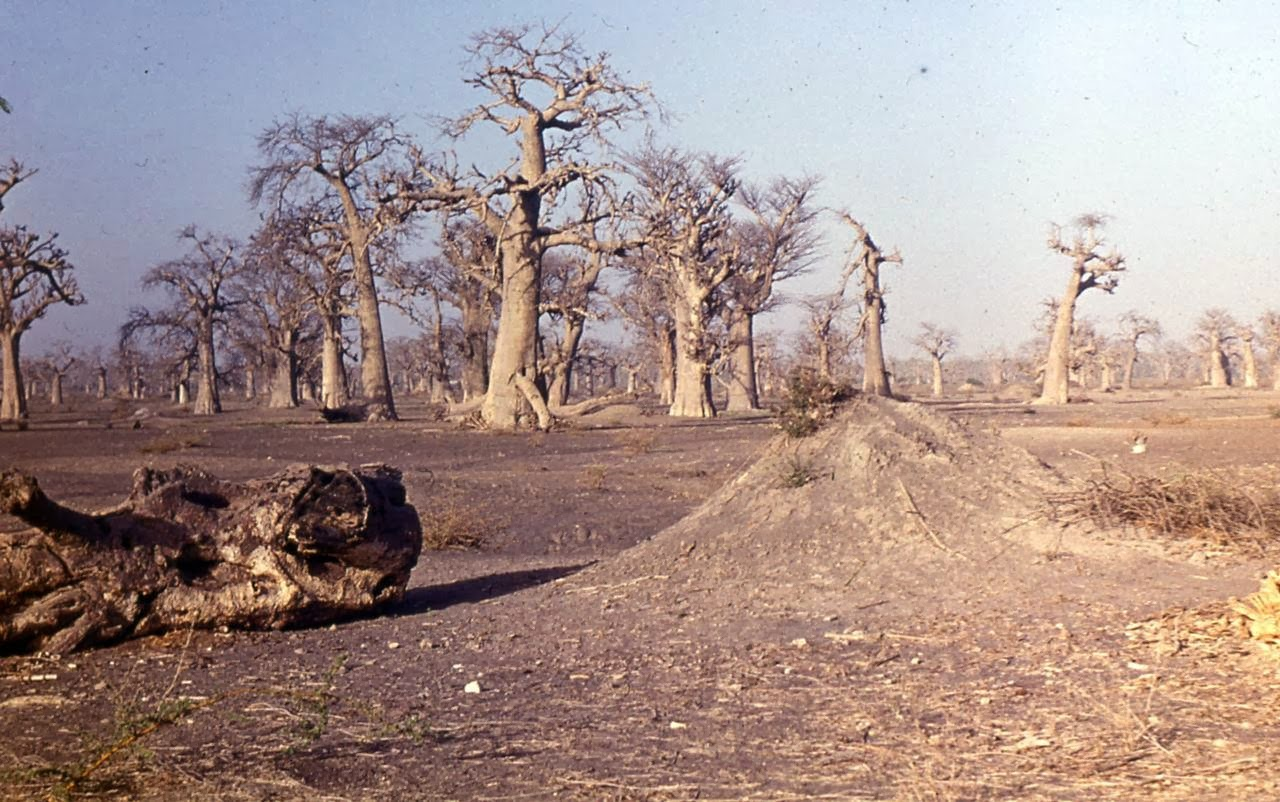
Баобаби

## Тваринний світ
Зоогеографічному територія країни належить до [Східноафриканська підобласть|Східноафриканської підобласті]] Ефіопської області.

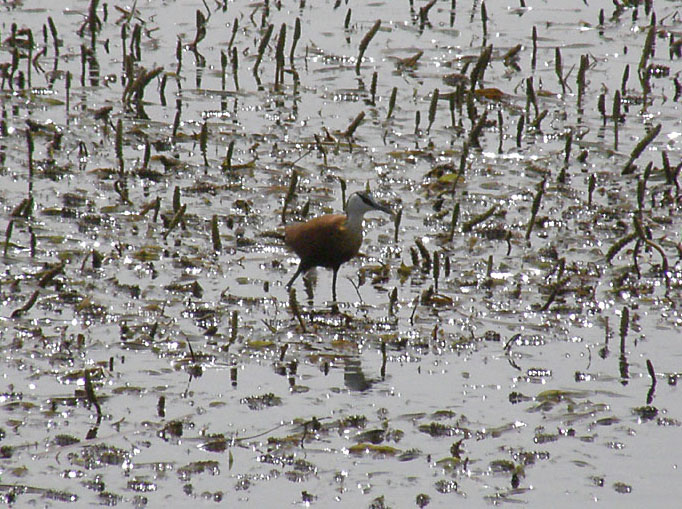
Джакана

## Охорона природи
Сенегал є учасником ряду міжнародних угод з охорони навколишнього середовища:
- Конвенції про біологічне різноманіття (CBD),
- Рамкової конвенції ООН про зміну клімату (UNFCCC),
- Кіотського протоколу до Рамкової конвенції,
- Конвенції ООН про боротьбу з опустелюванням (UNCCD),
- Конвенції про міжнародну торгівлю видами дикої фауни і флори, що перебувають під загрозою зникнення (CITES),
- Базельської конвенції протидії транскордонному переміщенню небезпечних відходів,
- Конвенції з міжнародного морського права,
- Конвенції з охорони морських живих ресурсів,
- Монреальського протоколу з охорони озонового шару,
- Міжнародної конвенції запобігання забрудненню з суден (MARPOL),
- Рамсарської конвенції із захисту водно-болотних угідь[12],
- Міжнародної конвенції з регулювання китобійного промислу[1].

## Стихійні лиха та екологічні проблеми
На території країни спостерігаються небезпечні природні явища і стихійні лиха: сезонні повіді на низинах; періодичні посухи.
Серед екологічних проблем варто відзначити:
- браконьєрство;
- знеліснення;
- перевипасання;
- ерозію ґрунтів;
- спустелювання;
- перевилов риби.

## Фізико-географічне районування
У фізико-географічному відношенні територію Сенегалу можна розділити на _ райони, що відрізняються один від одного рельєфом, кліматом, рослинним покривом: .

### Українською
- Атлас світу / голов. ред. І. С. Руденко ; зав. ред. В. В. Радченко ; відп. ред. О. В. Вакуленко. — К. : ДНВП «Картографія», 2005. — 336 с. — ISBN 9666315467.
- Атлас. 7 клас. Географія материків і океанів / Укладачі О. Я. Скуратович, Н. І. Чанцева. — К. : ДНВП «Картографія», 2014.
- Бєлозоров С. Т. Африка : фізико-географічний нарис. — вид. 2-ге, перероб. і доп. — К. : Радянська школа, 1957. — 232 с.
- Барановська О. В. Фізична географія материків і океанів : навч. посіб. для студентів ВНЗ : [у 2 ч.]. — Н. : Ніжинський державний університет ім. Миколи Гоголя, 2013. — 306 с. — ISBN 978-617-527-106-3.
- Сенегал // Гірничий енциклопедичний словник : [у 3-х тт.] / за ред. В. С. Білецького. — Д. : Східний видавничий дім, 2004. — Т. 3. — 752 с. — ISBN 966-7804-78-X.
- Костів Л. Я. Фізична географія материків і океанів. Африка : навч.-метод. посібник. — Л. : Видавничий центр ЛНУ імені Івана Франка, 2017. — 184 с. — ISBN 978-617-10-0374-3.
- Панасенко Б. Д. Фізична географія материків : навч. посіб. : в 2 ч. — В. : ЕкоБізнесЦентр, 1999. — 200 с.
- Юрківський В. М. Регіональна економічна і соціальна географія. Зарубіжні країни: Підручник. — 2-ге. — К. : Либідь, 2001. — 416 с. — ISBN 966-06-0092-5.

### Англійською
- (англ.) Graham Bateman. The Encyclopedia of World Geography. — Andromeda, 2002. — 288 с. — ISBN 1871869587.

### Російською
- (рос.) Авакян А. Б., Салтанкин В. П., Шарапов В. А. Водохранилища. — М. : Мысль, 1987. — 326 с. — (Природа мира)
- (рос.) Алисов Б. П., Берлин И. А., Михель В. М. Курс климатологии [в 3-х тт.] / под. ред. Е. С. Рубинштейна. — Л. : Гидрометиздат, 1954. — Т. 3. Климаты земного шара. — 320 с.
- (рос.) Апродов В. А. Вулканы. — М. : Мысль, 1982. — 368 с. — (Природа мира)
- (рос.) Апродов В. А. Зоны землетрясений. — М. : Мысль, 2010. — 462 с. — (Природа мира) — ISBN 978-5-244-01122-7.
- (рос.) Сенегал // Африка: энциклопедический справочник [в 2-х тт.] / гл. ред. А. А. Громыко. — М. : Советская энциклопедия, 1986. — 671 с.
- (рос.) Бабаев А. Г., Зонн И. С., Дроздов Н. Н., Фрейкин З. Г. Пустыни. — М.  : Мысль, 1986. — 320 с. — (Природа мира)
- (рос.) Браун Л. Африка. — М. : Прогресс, 1976. — 288 с. — (Континенты, на которых мы живем)
- (рос.) Букштынов А. Д., Грошев Б. И., Крылов Г. В. Леса. — М. : Мысль, 1981. — 316 с. — (Природа мира)
- (рос.) Власова Т. В. Физическая география материков. С прилегающими частями океанов. Южная Америка, Африка, Австралия и Океания, Антарктида. — 4-е, перераб. — М. : Просвещение, 1986. — 269 с.
- (рос.) Гвоздецкий Н. А. Карст. — М. : Мысль, 1981. — 214 с. — (Природа мира)
- (рос.) Географический энциклопедический словарь: географические названия / под. ред. А. Ф. Трёшникова. — 2-е изд., доп. — М. : Советская энциклопедия, 1989. — 585 с. — ISBN 5-85270-057-6.
- (рос.) Исаченко А. Г., Шляпников А. А. Ландшафты. — М. : Мысль, 1989. — 504 с. — (Природа мира) — ISBN 5-244-00177-9.
- (рос.) Каплин П. А., Леонтьев О. К., Лукьянова С. А., Никифоров Л. Г. Берега. — М. : Мысль, 1991. — 480 с. — (Природа мира) — ISBN 5-244-00449-2.
- (рос.) Словарь современных географических названий / под общей редакцией акад. В. М. Котлякова. — Екатеринбург : У-Фактория, 2006.
- (рос.) Литвин В. М., Лымарев В. И. Острова. — М. : Мысль, 2010. — 288 с. — (Природа мира) — ISBN 978-5-244-01129-6.
- (рос.) Лобова Е. В., Хабаров А. В. Почвы. — М. : Мысль, 1983. — 304 с. — (Природа мира)
- (рос.) Максаковский В. П. Географическая картина мира. Книга I: Общая характеристика мира. — М. : Дрофа, 2008. — 495 с. — ISBN 978-5-358-05275-8.
- (рос.) Максаковский В. П. Географическая картина мира. Книга II: Региональная характеристика мира. — М. : Дрофа, 2009. — 480 с. — ISBN 978-5-358-06280-1.
- (рос.) Поспелов Е. М. Географические названия мира: Топонимический словарь. — М. : АСТ, 2005.
- (рос.) Сенегал // Страны Африки. Политико-экономический справочник / ред. В. Солодовников, В. Румянцев. — М. : Издательство политической литературы, 1969. — 318 с.
- (рос.) Физико-географический атлас мира. — М. : Академия наук СССР и Главное управление геодезии и картографии ГУГК СССР, 1964. — 298 с.
- (рос.) Энциклопедия стран мира / глав. ред. Н. А. Симония. — М. : НПО «Экономика» РАН, отделение общественных наук, 2004. — 1319 с. — ISBN 5-282-02318-0.